# Artigisa acrospila
Artigisa acrospila är en fjärilsart som beskrevs av Turner 1906. Artigisa acrospila ingår i släktet Artigisa och familjen nattflyn. Inga underarter finns listade i Catalogue of Life.